# Хильдебрандт, Регина
Реги́на Хильдебра́ндт (нем. Regine Hildebrandt, урожд. Радишевски, Radischewski; 26 апреля 1941, Берлин — 26 ноября 2001, Вольтерсдорф) — немецкий биолог и политик, член СДПГ. Министр труда и общественных дел ГДР в 1990 году.

## Биография
Регина Хильдебрадт училась в берлинской школе, не вступала в ССНМ и поэтому с трудом получила место в Берлинском университете, где в 1959—1964 годах изучала биологию. В 1968 защитила докторскую диссертацию. По завершении учёбы в течение 15 лет проработала в отделе контроля качества VEB Berlin-Chemie, затем перешла на работу с диабетическими больными. В 1966 году вышла замуж за журналиста Йорга Хильдебрандта.
В 1989 году на волне демократических преобразований в ГДР Хильдебрандт участвовала в гражданском движении «Демократия сейчас», объединявшем христианских социалистов и критических марксистов, и 12 октября 1989 года вступила в СДПГ в ГДР. На первых свободных выборах была избрана депутатом Народной палаты ГДР. В первом демократически избранном правительстве ГДР под руководством Лотара де Мезьера Регина Хильдебрандт с апреля по август 1990 года занимала должность министра труда и общественных дел. Позднее избиралась в правление СДПГ.
Осенью 1990 года Хильдебрандт вошла в состав земельного правительства Бранденбурга в ранге министра труда, общественных дел, здоровья и по делам женщин. Сложила полномочия министра после выборов в ландтаг Бранденбурга осенью 1999 года.
В июле 1996 стало известно о раке груди, диагностированном Регине Хильдебрандт, и в 2001 году она умерла в возрасте 60 лет. Была похоронена на Лесном кладбище в Вольтерсдорфе. Имя Регины Хильдебрандт с 2007 года носит парк в берлинском районе Хеллерсдорф.

## Публикации
- Pharmakologische und biochemische Untersuchungen von phenylsubstituierten Carbaminsäureestern. Humboldt-Universität zu Berlin 1968.
- mit Ruth Winkler (Hrsg.): Die Hälfte der Zukunft. Lebenswelten junger Frauen. Bund-Verlag, Köln 1994, ISBN 3-7663-2570-1.
- Was ich denke. Hrsg. von Horst Herrmann, Sachbuchreihe «querdenken!», Wilhelm Goldmann Verlag, München 1994, ISBN 3-442-12557-X.
- Wer sich nicht bewegt, hat schon verloren. Verlag J.H.W. Dietz Nachfolger GmbH, Bonn 1996, ISBN 3-8012-0236-4.
- (Hrsg.): Geschichten vom anderen Weihnachten. Verlag Herder, Freiburg im Breisgau 1996, ISBN 3-451-04486-2.
- Herz mit Schnauze. Sprüche und Einsprüche. Econ, München 1998, ISBN 3-612-26484-2.